# Cyclisme aux Jeux africains de 2023
Navigation
2019 2027
Les compétitions de cyclisme aux Jeux africains de 2023 ont lieu du 9 au 16 mars 2024, à Accra, au Ghana. 

## Podiums

### Hommes
| Épreuve                             | Or                                                                     | Argent                                                                          | Bronze                                                                                 |
| ----------------------------------- | ---------------------------------------------------------------------- | ------------------------------------------------------------------------------- | -------------------------------------------------------------------------------------- |
| Course en ligne élites              | Alexandre Mayer                                                        | Dillon Geary                                                                    | Merhawi Kudus                                                                          |
| Course en ligne espoirs             | Dillon Geary                                                           | Aurélien de Comarmond                                                           | Nahom Zerai                                                                            |
| Critérium élites                    | Nahom Zerai                                                            | Merhawi Kudus                                                                   | Aurélien de Comarmond                                                                  |
| Critérium espoirs                   | Nahom Zerai                                                            | Aurélien de Comarmond                                                           | Blaine Kieck                                                                           |
| Contre-la-montre individuel élites  | Charles Kagimu                                                         | Dillon Geary                                                                    | Brandon Downes                                                                         |
| Contre-la-montre individuel espoirs | Dillon Geary                                                           | Kiya Rogora                                                                     | Aurélien de Comarmond                                                                  |
| Contre-la-montre par équipes        | Érythrée- Merhawi Kudus - Milkias Maekele - Dawit Yemane - Nahom Zerai | Afrique du Sud- Brandon Downes - Dillon Geary - Blaine Kieck - Daniyal Matthews | Maurice- Aurélien de Comarmond - Hanson Matombé - Alexandre Mayer - Christopher Lagane |

### Femmes
| Épreuve                             | Or                                                                           | Argent                                                       | Bronze                                                                    |
| ----------------------------------- | ---------------------------------------------------------------------------- | ------------------------------------------------------------ | ------------------------------------------------------------------------- |
| Course en ligne élites              | Hayley Preen                                                                 | Aurélie Halbwachs                                            | Ese Lovina Ukpeseraye                                                     |
| Course en ligne espoirs             | Nesrine Houili                                                               | Adiam Dawit                                                  | Monalisa Araya                                                            |
| Critérium élites                    | Hayley Preen                                                                 | Anri Krugel                                                  | Diane Ingabire                                                            |
| Critérium espoirs                   | Adiam Dawit                                                                  | Anika Visser                                                 | Kisanet Weldemichael                                                      |
| Contre-la-montre individuel élites  | Aurélie Halbwachs                                                            | Ese Lovina Ukpeseraye                                        | Lucy Young                                                                |
| Contre-la-montre individuel espoirs | Adiam Dawit                                                                  | Nesrine Houili                                               | Suzana Fisehaye                                                           |
| Contre-la-montre par équipes        | Érythrée- Monalisa Araya - Birikti Fessehaye - Suzana Fisehaye - Adiam Dawit | Afrique du Sud- Sonica Klopper - Hayley Preen - Anika Visser | Maurice- Lucie de Marigny-Lagesse - Aurélie Halbwachs - Raphaëlle Lamusse |

### Mixte
| Épreuve                      | Or | Argent | Bronze                                                                                                   |
| ---------------------------- | --- | --- | --- |
| Contre-la-montre par équipes | Maurice- Aurélien de Comarmond - Alexandre Mayer - Christopher Lagane - Lucie de Marigny-Lagesse - Aurélie Halbwachs - Raphaëlle Lamusse | Afrique du Sud- Brandon Downes - Dillon Geary - Blaine Kieck - Sonica Klopper - Lucy Young - Anika Visser | Érythrée- Merhawi Kudus - Dawit Yemane - Nahom Zerai - Birikti Fessehaye - Suzana Fisehaye - Adiam Dawit |

## Tableau des médailles
| Rang  | Nation         | Or | Argent | Bronze | Total |
| ----- | -------------- | -- | ------ | ------ | ----- |
| 1     | Érythrée       | 6  | 2      | 6      | 14    |
| 2     | Afrique du Sud | 4  | 6      | 3      | 13    |
| 3     | Maurice        | 3  | 3      | 4      | 10    |
| 4     | Algérie        | 1  | 1      | 0      | 2     |
| 5     | Ouganda        | 1  | 0      | 0      | 1     |
| 6     | Nigeria        | 0  | 1      | 1      | 2     |
| 7     | Éthiopie       | 0  | 1      | 0      | 1     |
| 7     | Namibie        | 0  | 1      | 0      | 1     |
| 9     | Rwanda         | 0  | 0      | 1      | 1     |
| Total | Total          | 15 | 15     | 15     | 45    |